# Celtic Rhythm
Celtic Rhythm (Keltik Ritam) je prva zvanično oformljena trupa koja se bavi irskim plesom u Srbiji. Osnovao je 2002. godine koreograf i profesionalni plesač Marko Mićić iz Pančeva. 
Trupa neguje moderan irski ples i trenutno broji deset članova prve i deset članova druge postave. 

## Istorijat
Septembra 2002. Marko Mićić pokrenuo je u prostorijama Doma Omladine u Beogradu rad sa prvom grupom irskih plesača u Srbiji. Veoma brzo nakon formiranja trupa je imala svoj prvi solo koncert u Pančevu, a široj javnosti se predstavila već 2003. na prvoj Beoviziji, koreografijom na pobedničku pesmu "9000" Željka Samardžića.
Nakon spajanja sa amaterskom radionicom irskog plesa Stepworks u jesen 2006. u obnovljenom sastavu kreće rad na novim koreografijama, kao i niz saradnji sa domaćim i inostranim festivalima i izvođačima irske muzike. Na tradicionalnim koncertima povodom obeležavanja Dana Svetog Patrika 2008. i 2011. nastupali su kao specijalni gosti benda Orthodox Celts, dok su 2010. za proslavu dana ovog najvećeg irskog sveca gostovali na koncertu benda Great Drunkards iz Novog Sada. Godine 2012. nastupali su kao predgrupa beogradskog benda Irish Stew of Sindidun na njihovom svetopatrikovskom koncertu.
Na svojoj prvoj turneji gostovali su u Hrvatskoj, Bosni i većim gradovima Srbije.
U saradnji sa učiteljima irskog plesa iz Irske, Veronikom Tomas i Šejnom Mekavinčijem organizuju seminare plesa i rade na usavršavanju tehnike.

## Takmičenja
Prvi put su se pojavili na državnom prvenstvu u plesu 2010. godine gde su osvojili dve zlatne i dve srebrne medalje.
Naredne godine branili su oba zlata, a kolekciji dodali još jednu zlatnu medalju, što trupu čini dvostrukim državnim prvacima u kategorijama muškog soloa i dueta, i trenutnim prvacima države u kategoriji male grupe.
Godine 2012. po treći put za redom su osvojili zlatne medalje u kategoriji duo i muški solo, a osvojili su i bronzanu medalju u kategoriji ženski solo.
Od 2013. su počeli da se pojavljuju i na međunarodnim takmičenjima u irskom plesu i za veoma kratko vreme ostvarili zapaženi uspeh, osvajajući mnoge zlatne medalje.

## Nastupi
Celtic Rhythm Irish dance show  2010 - 2012
Mystical Ireland 2013 -

## Linkovi
- Zvanična Internet prezentacija Архивирано на веб-сајту  (11. август 2012)
- Blog
- You Tube